# Анопченко Дмитро Юрійович
Дмитро Юрійович Анопченко (нар. 11 березня 1974, Одеса, УРСР) — український журналіст і телеведучий, експерт з міжнародної політики, медіа-консультант та коуч.

## Життєпис

### Ранні роки
Народився 11 березня 1974 року. Дитячі роки та юність пройшли в Одесі. У дитинстві знімався в кіно, у 6 років провів свою першу програму на Одеському телебаченні.

### Телевізійна кар'єра
У 20 років дитяче захоплення стало професією — почав телевізійну кар'єру в 1994 році кореспондентом в молодіжній редакції Одеського державного телебачення. Працював редактором молодіжних, а згодом — інформаційних та публіцистичних передач. Був ведучим новин, телемарафонів, прямих ефірів.
У вересні 2000 року почав працювати на «Новому каналі» як власний кореспондент в Одесі і Південному регіоні України. Паралельно співпрацював із французьким новинним агентством Франс Прес, німецькою телекомпанією Deutsche Welle та іншими закордонними ЗМІ. Проводив журналістські розслідування, як кореспондент і продюсер взяв участь у зніманні документального фільму телебачення Канади «Frontline: SexSlaves», який отримав приз Emmy як кращий проект в жанрі «розслідування».

### Громадська діяльність та навчання
Паралельно із роботою навчався в Одеському регіональному інституті державного управління, який закінчив у 2002 році за спеціальністю «державне управління» і отримав диплом із відзнакою. Разом із колегами-журналістами заснував в Одесі громадську організацію «Topmedia», яка займалась навчанням молодих журналістів та захистом свободи слова. Проводив тренінги для журналістів. Виграв грант на стажування у Європейській Комісії від освітнього проекту BBC World Service Trust та детально вивчав у Брюсселі роботу Європейських інституцій. Пройшов спеціальний «тренінг для тренерів» від BBC World Servise Trust, отримавши сертифікат медіа-тренера.
Випускник Української школи політичних студій, курс 2009 року.

### Робота на «К-1»
У травні 2004 року був запрошений Ганною Безлюдною на український телеканал «К1», який тоді лише починав мовлення. Працював спочатку власним кореспондентом в Одесі, потім — разом із Ганною Гомонай був ведучим інформаційної програми «Один день».

### Робота на «Інтері»
У травні 2006 року почав працювати на телеканалі «Інтер». Був репортером, ведучим ранкових та денних новин, створював кореспондентське бюро телекомпанії у Великій Британії, організував його роботу з нуля та працював у Лондоні півтора року як спеціальний кореспондент телеканалу «Інтер» у Великій Британії. Під час роботи у Лондоні, завдяки випадку познайомився із Борисом Березовским і записав із ним інтерв'ю щодо отруєння Олександра Литвиненка та потім підтримував контакт.
Багато років висвітлював для новин телеканалу «Інтер» події Каннського кінофестивалю та вручення кінопремії «Оскар».
У 2008 році зробив перші репортажі зі Сполучених штатів Америки про передвиборну кампанію кандидата в президенти Барака Обами, після чого отримав пропозицію працювати в американському бюро телеканалу «Інтер» у Вашингтоні і був власним кореспондентом телеканалу у США. Під час одного з інтерв'ю випадково познайомився із тодішнім власником конкурсу «Міс Всесвіт» Дональдом Трампом.
У жовтні 2013 року отримав пропозицію замінити Євгена Кисельова в якості ведучого підсумкової інформаційно – аналітичної програми телеканалу «Інтер» «Подробиці тижня», після чого терміново повернувся з Вашингтона у Київ і провів перший ефір 6 жовтня 2013 року. Програма підтримала та висвітлювала студентські протести на Майдані. «Подробиці тижня» із ведучим Анопченком стали однією з найбільш рейтингових програм телеканалу. 26 листопада 2013 року Анопченко був номінований на національну телевізійну премію «Телетріумф» в номінації «репортер».
У грудні 2013 року після зміни керівництва інформаційної служби телеканалу «Інтер» та масових звільнень керівників ключових підрозділів та журналістів, через цензуру та зміну редакційної політики відмовився від ведення ефірів та був замінений як ведучий програми «Подробиці тижня» на Андрія Данілевича. Працював як локальний продюсер у складі знімальної групи американської телекомпанії CBS, щоденно висвітлюючи події на Майдані та масові протести у Києві проти режиму президента Януковича.
У квітні 2014 року — після перемоги Революції Гідності і нової заміни керівництва новинної служби телеканалу «Інтер», яка скасувала цензуру в новинах, знову повернувся як ведучий програми «Подробиці тижня». Телевізійний проект було переформатовано.
21 лютого 2016 року потрапив у політичний скандал, коли в прямому ефірі «Подробиць тижня» через помилку звукорежисера під час включення з Майдану незалежності паралельно було чутно звук з ефірної апаратної — розмову між собою редакторів програми, зокрема — нецензурну лайку. Технічна помилка викликала критику в бік телеканалу. Дмитро Анопченко розпочав наступний ефір програми 28 лютого 2016 року із особистих вибачень перед глядачами за цей інцидент.
У липні 2016 року телеканал запропонував Дмитру Анопченку повернутися до Сполучених штатів, для чого кореспондентський пункт «Інтера» у Вашингтоні було розширено і перетворено на інформаційне бюро.

### Робота у США
Працюючи у США, Анопченка прийняли до Асоціації кореспондентів при ООН, він отримав акредитацію Пентагону та Конгресу США. Анопченко є дійсним членом Асоціації радіо- та телевізійних кореспондентів Конгресу США.
Коментує політику США щодо Києва для численних ЗМІ та консультує авторитетні закордонні медіа щодо України. Залучений як фахівець з медіа та з персонального брендінгу.

## Хобі
Займається сквошем та плаванням, цікавиться енергетичними практиками, фотографує, любить подорожувати.